# Efuzja (fizyka)
Efuzja (z łac. efussio – wylew) – wypływ gazu (lub cieczy) przez bardzo mały otwór lub porowatą barierę.
Formalny opis efuzji zależy od ciśnienia gazu.

## Efuzja przy bardzo małym ciśnieniu
Gdy różnica ciśnień po obu stronach otworu jest niewielka a średnica otworu jest mała w porównaniu ze średnią drogą swobodną molekuły, wówczas wypływ gazu jest swobodnym ruchem molekuł przez otwór.
Szybkość efuzji przy małym ciśnieniu wynika z ruchu cząsteczek gazu.
Gdy z jednej strony przegrody jest gaz, a z drugiej próżnia, masę cząsteczek przepływających w jednostce czasu przez otwór o powierzchni {\displaystyle (S)} określa wzór
{\displaystyle \mu ={\frac {1}{4}}\rho {\overline {c}}S=pS{\sqrt {\frac {M}{2\pi RT}}}=S{\sqrt {\frac {p\rho }{2\pi }}}.}
Z wzoru tego wynika prawo Grahama podające stosunek wydatków w molowych {\displaystyle (R){:}}
{\displaystyle n={\frac {m}{M}},}
{\displaystyle R={\frac {p}{\sqrt {2\pi MRT}}},}
{\displaystyle {\frac {R_{1}}{R_{2}}}={\sqrt {\frac {M_{2}}{M_{1}}}},}
gdzie:
{\displaystyle \mu } – wydatek masowy jednostki powierzchni, czyli masa przepływającego gazu w jednostce czasu z otworu o jednostkowej powierzchni,
{\displaystyle \rho } – gęstość gazu,
{\displaystyle {\overline {c}}} – średnia prędkość cząsteczek gazu,
{\displaystyle p} – ciśnienie,
{\displaystyle M} – masa cząsteczkowa gazu,
{\displaystyle R} – uniwersalna stała gazowa,
{\displaystyle T} – temperatura,
{\displaystyle S} – pole powierzchni otworu,
{\displaystyle R_{i}} – liczba moli substancji {\displaystyle i,} która przepłynie przez otwór.

## Efuzja przy dużym ciśnieniu
Gdy ciśnienie jest duże i droga swobodna cząsteczek jest mniejsza od średnicy otworów, wówczas wydajność objętościowa jest odwrotnie proporcjonalna do pierwiastka kwadratowego z gęstości gazów. Związek ten określany jest prawem Grahama. Jeżeli gazy spełniają równania gazów doskonałych, to zależność ta prowadzi do tej, opisanej w efuzji przy małym ciśnieniu.

## Zastosowania
Efuzja stosowana jest do pomiaru bardzo małych, jak i bardzo dużych ciśnień, określania gęstości gazów. Wykorzystywana jest też do rozdzielania gazów. Jest stosowana do wzbogacania uranu przez efuzję fluorku uranu.